# Krogaspe
Krogaspe er en kommune og en by i det nordlige Tyskland, beliggende i Amt Nortorfer Land i den sydøstlige del af Kreis Rendsborg-Egernførde. Kreis Rendsborg-Egernførde ligger i den centrale del af delstaten Slesvig-Holsten.

## Geografi
Krogaspe ligger nordvest for Neumünster ved Bundesautobahn 7 og den tidligere Bundesstraße 205 mod Rendsborg.